# 拉马斯特尔
拉马斯特尔（法語：Lamastre，法語發音：[lamastʁ]），法国东南部城市，奥弗涅-罗讷-阿尔卑斯大区阿尔代什省的一个市镇，隶属于罗讷河畔图尔农区，其市镇面积为25.45平方公里，2022年1月1日时人口数量为2,336人，在法国城市中排名第4,669位。
拉马斯特尔位于阿尔代什省中北部，杜河畔，是一个区域性的中心城市，多条公路在此交汇。

## 地名来源
“Lamastre”一名最初可能于公元十一世纪以“Mastra”的形式被记载，该名称的来源及含义尚有待进一步考证。
拉马斯特尔所处区域历史上曾通行奥克语维瓦赖-阿尔卑斯方言，“Lamastre”在奥克语维基百科及Openstreetmap中对应的拼写为“La Mastra”。

## 历史

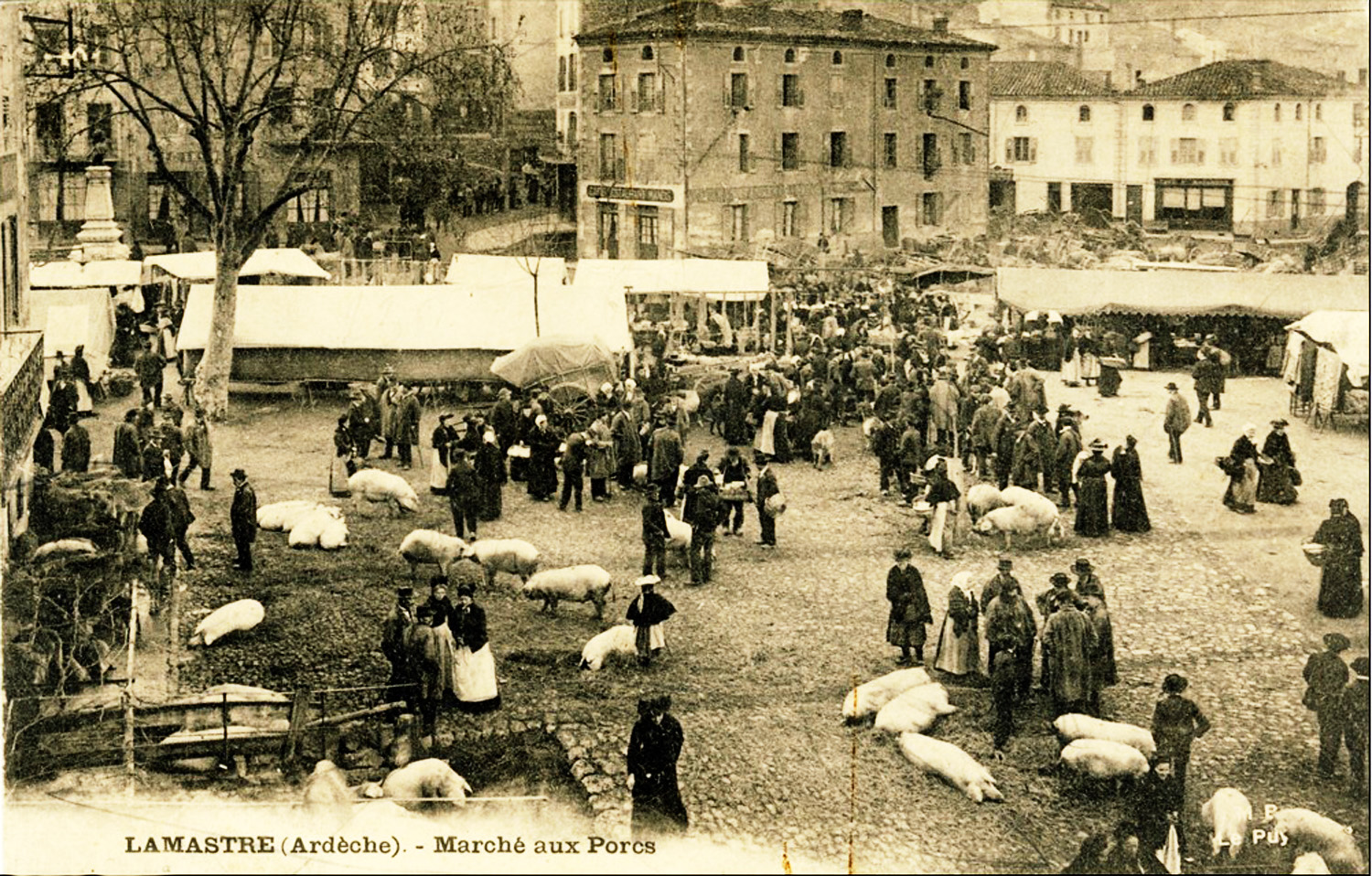
20世纪初的拉马斯特尔集市

拉马斯特尔的早期历史尚不清楚。中世纪时，一条沿杜河延伸的道路由此通过。16世纪时，拉马斯特尔境内出现了一处城堡，后者在16世纪末的宗教战争期间被毁。17世纪后，拉马斯特尔成为维瓦赖行省的一部分。1620年，得益于交通的发展，拉马斯特尔境内首次出现集市。法国大革命后，拉马斯特尔成为阿尔代什省的一个市镇，并自1793年起成为拉马斯特尔县的县治。此外，1790至1794年间，马什维尔（Macheville）和勒图尔图尔（Retourtour）两个市镇整体并入拉马斯特尔。工业革命期间，拉马斯特尔曾为维瓦赖地方铁路网的一个枢纽，该铁路网于1968年废弃。2014年，拉马斯特尔县被新成立的上维瓦赖县代替。

## 地理

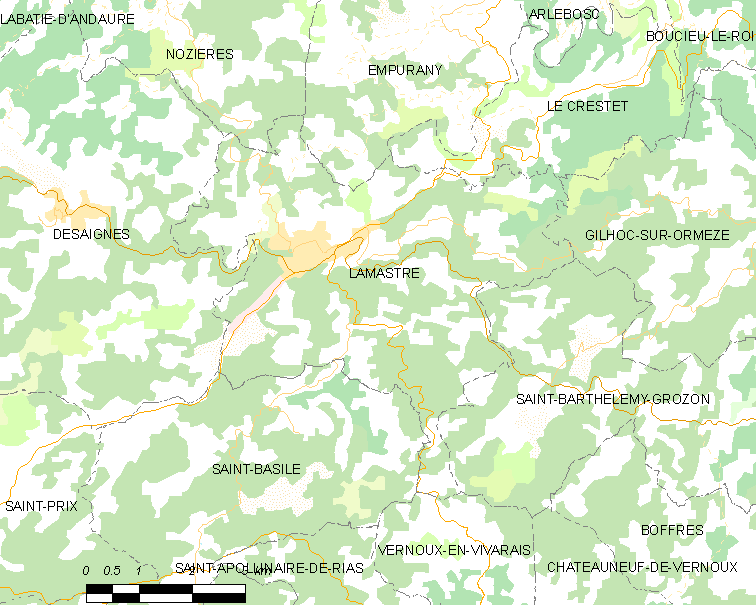
拉马斯特尔市镇范围地图

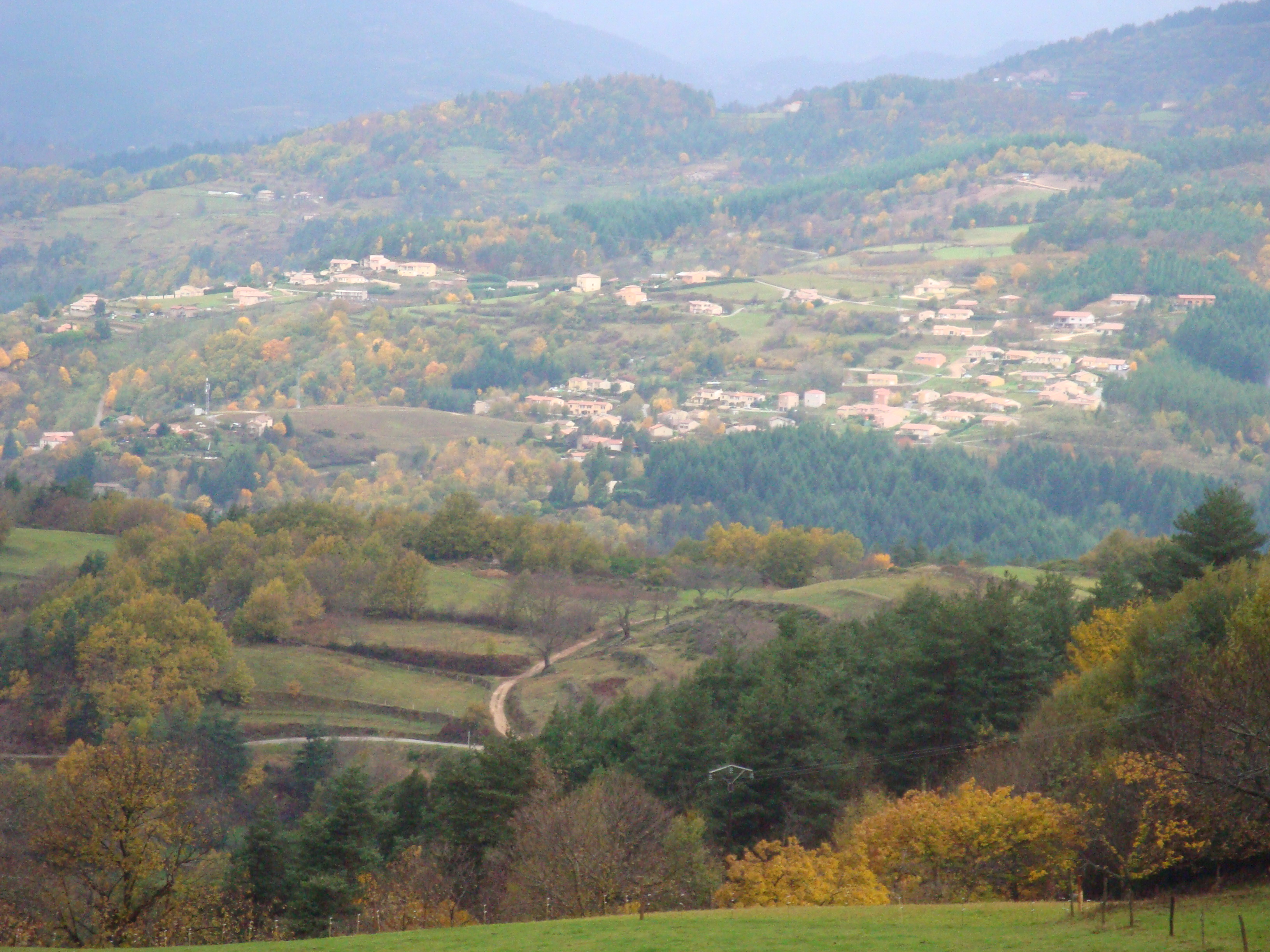
拉马斯特尔附近的自然景观

拉马斯特尔位于法国东南部，奥弗涅-罗讷-阿尔卑斯大区南部和阿尔代什省中北部，距离省会普里瓦大约52公里。与拉马斯特尔接壤的市镇包括：勒克雷斯泰、代赛涅、昂皮拉尼、奥尔梅兹河畔吉约克、诺济耶尔、圣巴泰勒米-格罗宗、圣巴西勒和维瓦赖地区韦尔努。

### 地形
拉马斯特尔位于法国中央高原东部，维瓦赖山区腹地，境内以山地为主，市镇中心位于一处狭长的河谷冲积平原地带，四周被山丘包围，地形复杂多变，全境海拔在342到860米之间。

### 水文
拉马斯特尔位于罗讷河流域范围内，杜河自西南向东北流经其镇中心，另有其右岸支流孔杜瓦河及格罗宗河（Le Grozon）在此与其交汇。

### 植被
拉马斯特尔属于温带阔叶混交林区，部分高海拔地区可能有针叶林分布，林地广泛分布于河流附近及坡地地带。
在鲜花城市的评比中，拉马斯特尔被评为1星级鲜花城市。

### 气候
拉马斯特尔在柯本气候分类法中属于带有大陆性气候特征的温带海洋性气候（Cfb）。
距离拉马斯特尔最近的常年气象站位于新科隆比耶境内设有气象站，以下为该气象站的数据：
| 新科隆比耶 1981年－2019年 | 新科隆比耶 1981年－2019年 | 新科隆比耶 1981年－2019年 | 新科隆比耶 1981年－2019年 | 新科隆比耶 1981年－2019年 | 新科隆比耶 1981年－2019年 | 新科隆比耶 1981年－2019年 | 新科隆比耶 1981年－2019年 | 新科隆比耶 1981年－2019年 | 新科隆比耶 1981年－2019年 | 新科隆比耶 1981年－2019年 | 新科隆比耶 1981年－2019年 | 新科隆比耶 1981年－2019年 | 新科隆比耶 1981年－2019年 |
| 月份                      | 1月                       | 2月                       | 3月                       | 4月                       | 5月                       | 6月                       | 7月                       | 8月                       | 9月                       | 10月                      | 11月                      | 12月                      | 全年                      |
| ------------------------- | ------------------------- | ------------------------- | ------------------------- | ------------------------- | ------------------------- | ------------------------- | ------------------------- | ------------------------- | ------------------------- | ------------------------- | ------------------------- | ------------------------- | ------------------------- |
| 历史最高温 °C（°F）       | 17.9 (64.2)               | 19.2 (66.6)               | 24.2 (75.6)               | 26.9 (80.4)               | 30.3 (86.5)               | 35.3 (95.5)               | 36.1 (97.0)               | 37.1 (98.8)               | 31 (88)                   | 25.8 (78.4)               | 21.3 (70.3)               | 19.4 (66.9)               | 37.1 (98.8)               |
| 平均高温 °C（°F）         | 5.6 (42.1)                | 6.6 (43.9)                | 10.4 (50.7)               | 13.5 (56.3)               | 18 (64)                   | 21.9 (71.4)               | 25.1 (77.2)               | 24.6 (76.3)               | 20 (68)                   | 15 (59)                   | 9 (48)                    | 6.1 (43.0)                | 14.7 (58.5)               |
| 日均气温 °C（°F）         | 2.9 (37.2)                | 3.7 (38.7)                | 6.9 (44.4)                | 9.6 (49.3)                | 13.9 (57.0)               | 17.5 (63.5)               | 20.4 (68.7)               | 20 (68)                   | 16 (61)                   | 11.9 (53.4)               | 6.5 (43.7)                | 3.6 (38.5)                | 11.1 (52.0)               |
| 平均低温 °C（°F）         | 0.3 (32.5)                | 0.8 (33.4)                | 3.4 (38.1)                | 5.8 (42.4)                | 9.8 (49.6)                | 13.1 (55.6)               | 15.6 (60.1)               | 15.4 (59.7)               | 12.1 (53.8)               | 8.8 (47.8)                | 3.9 (39.0)                | 1.2 (34.2)                | 7.5 (45.5)                |
| 历史最低温 °C（°F）       | −16.9 (1.6)               | −15.2 (4.6)               | −11.1 (12.0)              | −3.4 (25.9)               | −0.9 (30.4)               | 3.8 (38.8)                | 6 (43)                    | 7 (45)                    | 2.3 (36.1)                | −2.7 (27.1)               | −8.8 (16.2)               | −11.1 (12.0)              | −16.9 (1.6)               |
| 平均降水量 mm（）         | 58.8 (2.31)               | 40.4 (1.59)               | 47.8 (1.88)               | 89.6 (3.53)               | 90.9 (3.58)               | 63.7 (2.51)               | 55.9 (2.20)               | 72 (2.8)                  | 111.8 (4.40)              | 130.4 (5.13)              | 123.7 (4.87)              | 76.6 (3.02)               | 961.6 (37.86)             |
| 月均日照時數              | 74.4                      | 96.6                      | 165.2                     | 177.8                     | 212.3                     | 258.1                     | 277.7                     | 234.9                     | 193.4                     | 126.6                     | 80.3                      | 56.8                      | 1,954.1                   |
| 来源：infoclimat.fr       |                           |                           |                           |                           |                           |                           |                           |                           |                           |                           |                           |                           |                           |

## 行政区划
拉马斯特尔的市镇编号为07129，邮政编号为07270。
在行政管理方面，拉马斯特尔隶属于法国奥弗涅-罗讷-阿尔卑斯大区阿尔代什省罗讷河畔图尔农区；在地方选举方面，拉马斯特尔是上维瓦赖县的中央投票站所在地，其市镇范围全境被划入阿尔代什省第二选区；在社会管理方面，拉马斯特尔是拉马斯特尔地区市镇公共社区的办公驻地。
截至2024年11月，拉马斯特尔市镇范围内暂无任何城市敏感街区及城市政策优先街区。
法国国家统计与经济研究所（简称“INSEE”）在进行数据统计时，将拉马斯特尔市镇单独设为拉马斯特尔城市核心区（Unité urbaine de Lamastre），未将拉马斯特尔划入城市区（Aire urbaine）及城市辐射区（Aire d'attraction）。此外，INSEE还将拉马斯特尔市镇整体看作一个“块区”（IRIS），以便于统计人口分布情况。

## 交通

### 公路
阿尔代什省省道D2线、D236线、D269线、D533线、D534线和D578线在拉马斯特尔境内交汇。奥弗涅-罗讷-阿尔卑斯城际巴士（商业名称为“Cars Région”）下属的E05线和E07线停靠拉马斯特尔，可直通利尼翁河畔勒尚邦、罗讷河畔图尔农、圣阿格雷沃、阿诺奈等地。
2021年，61.5%的拉马斯特尔家庭拥有至少一辆私人汽车。2022年，拉马斯特尔境内共发生各类交通事故3起，造成1人遇难，2人受伤。
| 13 | 34 |

| 15 | 42 |

| 普里瓦 | 52 |

| 罗讷河畔图尔农 | 31 |

| 瓦朗斯 | 41 |

| 圣佩赖 | 35 |

| 勒皮 | 70 |

| 圣阿格雷沃 | 21 |

### 铁路

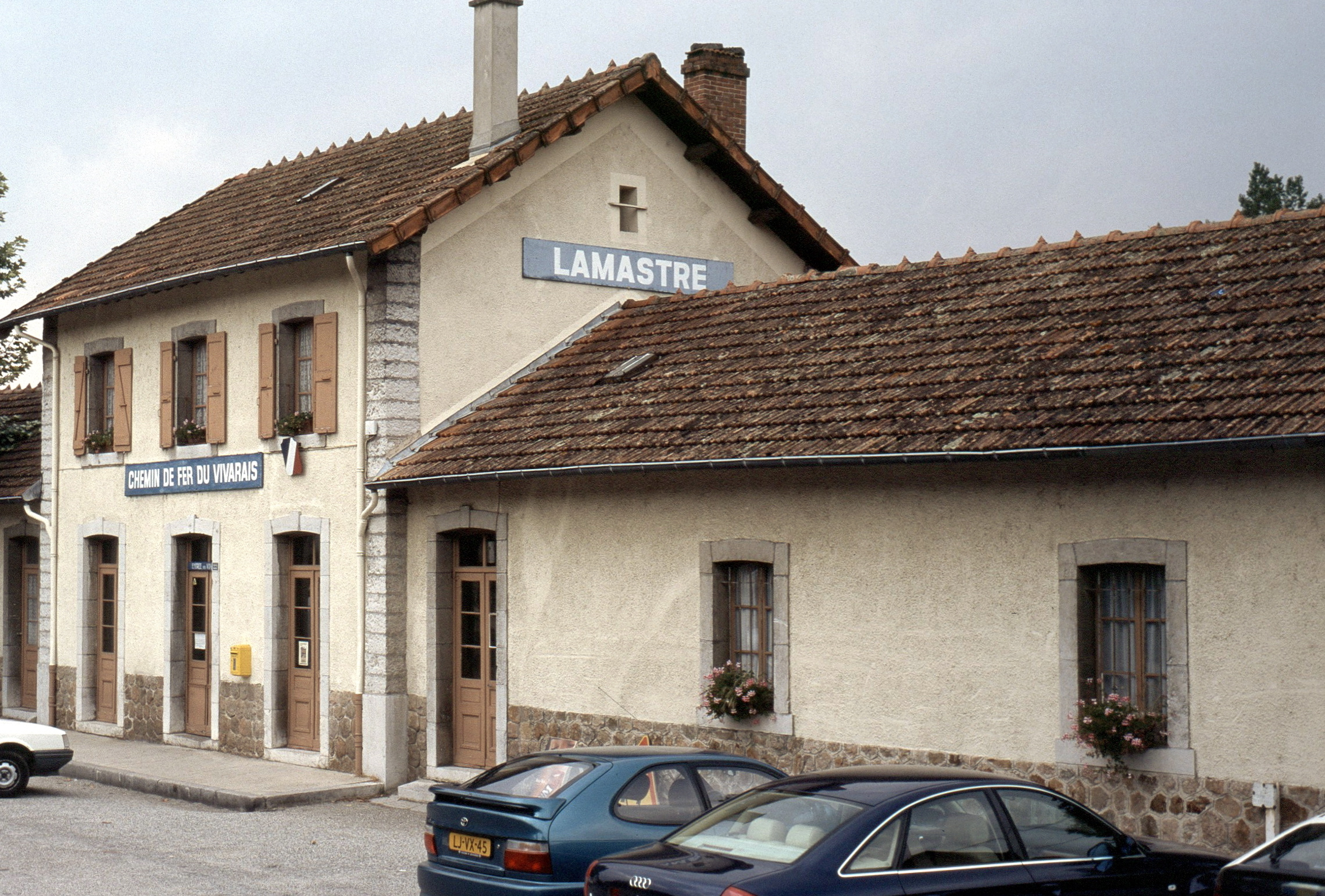
拉马斯特尔火车站旧址

距离拉马斯特尔最近的运营中的客运铁路车站为公里外的瓦朗斯城站，该站停靠直通巴黎的高速列车和前往里昂、马赛、格勒诺布尔、布里扬松等方向的区域列车。

### 航空
拉马斯特尔距离里昂圣埃克絮佩里机场的公路里程大约127公里。

### 城市公共交通
截至2024年11月，拉马斯特尔暂无城市公共交通系统。

## 政治

### 市政内阁

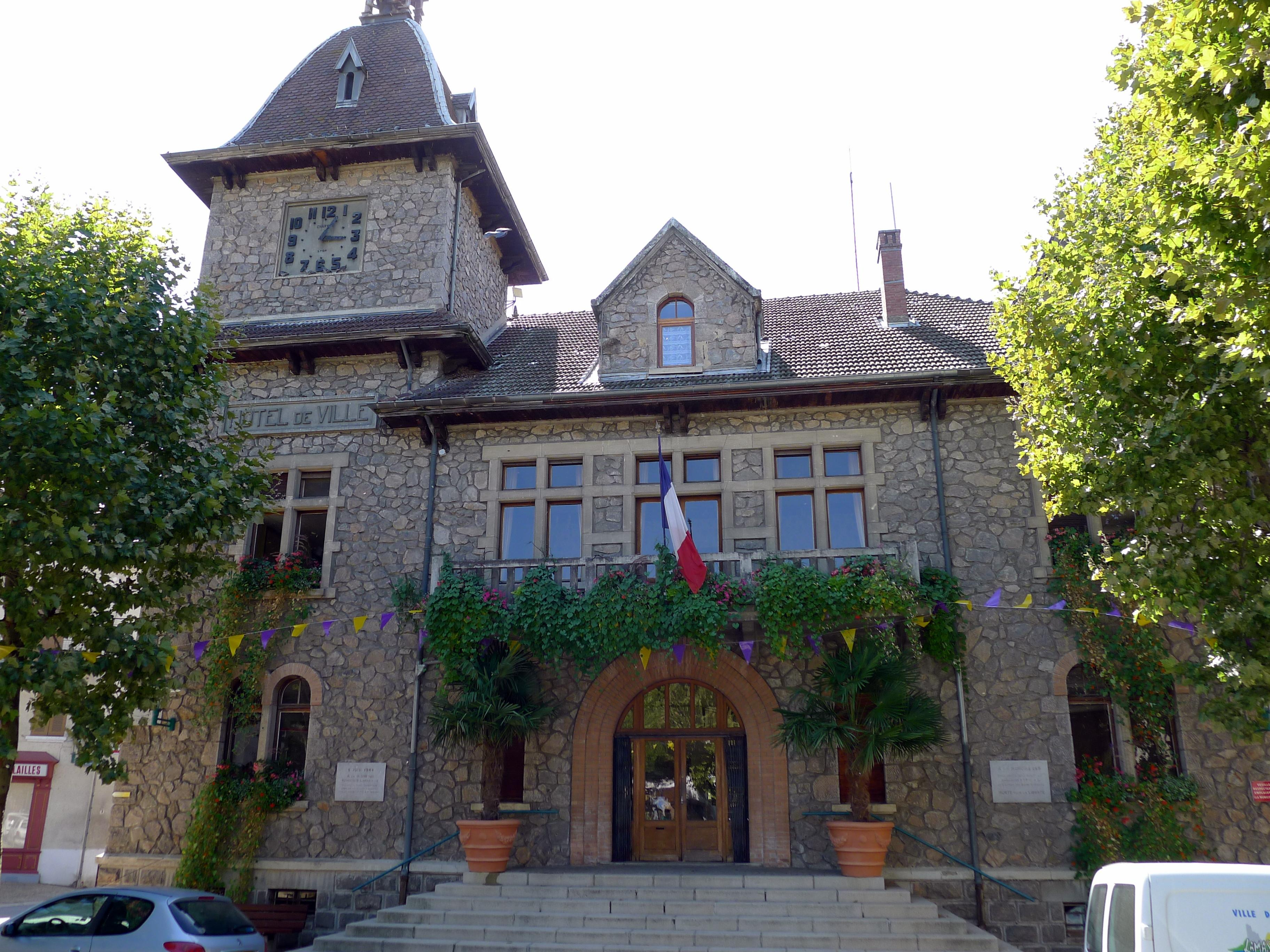
拉马斯特尔市政厅

拉马斯特尔的现任市长为让-保罗·瓦隆先生（Jean-Paul VALLON），他是一名右翼无党派人士，在2020年的市政选举中获得了53.31%的支持率。
| 拉马斯特尔历届市长 | 拉马斯特尔历届市长                | 拉马斯特尔历届市长                                  |
| 任期               | 市长                              | 党派                                                |
| ------------------ | --------------------------------- | --------------------------------------------------- |
| 1945年－1953年     | Pierre CLAVEL 皮埃尔·克拉韦尔     | 不详                                                |
| 1953年－1977年     | Pierre GRANDCOLAS 皮埃尔·格朗科拉 | UNR新共和国联盟 →UDR共和国保卫联盟 →RPR保衛共和聯盟 |
| 1977年－1983年     | Paul BOUIT 保罗·布伊              | PS社会党                                            |
| 1983年－1995年     | Maurice POYET 莫里斯·波耶         | DVD右翼无党派人士                                   |
| 1995年－           | Jean-Paul VALLON 让-保罗·瓦隆     | DVD右翼无党派人士                                   |

### 各级选举
| 拉马斯特尔历届投票选举结果 | 拉马斯特尔历届投票选举结果 | 拉马斯特尔历届投票选举结果 | 拉马斯特尔历届投票选举结果 | 拉马斯特尔历届投票选举结果     | 拉马斯特尔历届投票选举结果 | 拉马斯特尔历届投票选举结果 | 拉马斯特尔历届投票选举结果     | 拉马斯特尔历届投票选举结果 | 拉马斯特尔历届投票选举结果 |
| 选举项目                   | 选举范围                   | 选区单位                   | 选区单位内的选举结果       | 选区单位内的选举结果           | 选区单位内的选举结果       | 选区单位内的选举结果       | 选区单位内的选举结果           | 选区单位内的选举结果       | 参考资料                   |
| 选举项目                   | 选举范围                   | 选区单位                   | 第一轮胜出者               | 第一轮胜出者                   | 支持率                     | 第二轮胜出者               | 第二轮胜出者                   | 支持率                     | 参考资料                   |
| -------------------------- | -------------------------- | -------------------------- | -------------------------- | ------------------------------ | -------------------------- | -------------------------- | ------------------------------ | -------------------------- | -------------------------- |
| 2017年法國總統選舉         | 法國                       | 市镇                       | （取消）                   | （取消）                       | （取消）                   |                            | 埃马纽埃尔·马克龙              | 68.8%                      | [ 23 ]                     |
| 2017年法国立法选举         | 阿尔代什省第二选区         | 市镇                       |                            | 让-保罗·瓦隆                   | 47.62%                     |                            | 洛蕾特·古耶-波马雷             | 52.06%                     | [ 23 ]                     |
| 2019年欧洲议会选举         | 法國                       | 市镇                       |                            | 纳塔莉·卢瓦索                  | 20.9%                      | （不适用）                 | （不适用）                     | （不适用）                 | [ 26 ]                     |
| 2021年法国省级选举         | 阿尔代什省                 | 县                         |                            | 拉埃蒂茨娅·布尔雅 让-保罗·瓦隆 | 50.24%                     |                            | 拉埃蒂茨娅·布尔雅 让-保罗·瓦隆 | 59.46%                     | [ 27 ] [ 28 ]              |
| 2021年法国省级选举         | 阿尔代什省                 | 市镇                       |                            | 拉埃蒂茨娅·布尔雅 让-保罗·瓦隆 | 64.51%                     |                            | 拉埃蒂茨娅·布尔雅 让-保罗·瓦隆 | 65.18%                     | [ 27 ] [ 28 ]              |
| 2021年法国大区选举         |                            | 市镇                       |                            | 洛朗·沃基耶                    | 64.49%                     |                            | 洛朗·沃基耶                    | 69.68%                     | [ 29 ]                     |
| 2022年法国总统选举         | 法國                       | 市镇                       |                            | 埃马纽埃尔·马克龙              | 29.49%                     |                            | 埃马纽埃尔·马克龙              | 60.19%                     | [ 23 ]                     |
| 2022年法国立法选举         | 阿尔代什省第二选区         | 市镇                       |                            | 奥利维耶·迪索                  | 27.45%                     |                            | 奥利维耶·迪索                  | 58.23%                     | [ 23 ]                     |
| 2024年欧洲议会选举         | 法國                       | 市镇                       |                            | 若尔丹·巴尔代拉                | 29.43%                     | （不适用）                 | （不适用）                     | （不适用）                 | [ 23 ]                     |
| 2024年法国立法选举         | 阿尔代什省第二选区         | 市镇                       |                            | 让-保罗·瓦隆                   | 46.64%                     |                            | 米谢勒·维克托里                | 53.74%                     | [ 23 ]                     |

## 人口
2021年，拉马斯特尔市镇人口数量为2,342，在法国排名第4,669位。其中男性1,144人，女性1,198人，75岁及以上人口占17.4%，外籍人口数量为68人，人口密度为92人/平方公里，当地居民被称为（男性）或（女性）。2022年，拉马斯特尔境内出生14人，死亡人口60人。
| 拉马斯特尔1901年－2021年人口变化情况 |
|                                      |
| 数据来源：Cassini、INSEE             |

## 经济
拉马斯特尔是一个区域性的中心城市。截至2024年11月，拉马斯特尔市镇范围内共有各类用人单位（包含自雇）503家，平均历史为19年，均为中小型企业（PME），2024年9月至11月间，当地的经济活力指数为0。（家用产品销售）、（肉制品）及（蔬果销售）是当地2022年已公布营业额最高的三个企业，分别为2,326,179欧元、1,687,406欧元和1,017,950欧元。

## 财政与居民收入
2022年，拉马斯特尔的财政收入总额为2,401,730欧元，财政支出总额为1,944,370欧元，当年的债务总额为1,768,330欧元。2022年，拉马斯特尔市镇通过增值税获得248,560欧元的收入，此外当地还共获得了1,106,980欧元的国家直接财政补助。
| 拉马斯特尔居民收入情况                           | 拉马斯特尔居民收入情况 | 拉马斯特尔居民收入情况 | 拉马斯特尔居民收入情况 |
| 内容                                             | 拉马斯特尔             | 法国                   | 统计年份               |
| ------------------------------------------------ | ---------------------- | ---------------------- | ---------------------- |
| 征税家庭总数                                     | 1,091                  | 1,081（法国市镇平均）  | 2022年                 |
| 居民平均月收入                                   | 1,871欧元              | 2,435欧元              | 2022年                 |
| 高级职员人均月收入                               | 2,969欧元              | 4,331欧元              | 2021年                 |
| 中级职员人均月收入                               | 2,111欧元              | 2,470欧元              | 2021年                 |
| 普通职员人均月收入                               | 1,610欧元              | 1,801欧元              | 2021年                 |
| 贫困率                                           | 19%                    | 14.5%                  | 2020年                 |
| 青壮年（15至64岁）失业率                         | 11.5%                  | 7.4%                   | 2020年                 |
| 征税家庭数量占比                                 | 31.7%                  | 45.5%                  | 2020年                 |
| 家庭年均纳税                                     | 1,987欧元              | 4,393欧元              | 2022年                 |
| 资料来源：INSEE、L'Internaute、Le Journal du Net |                        |                        |                        |

## 社会事务

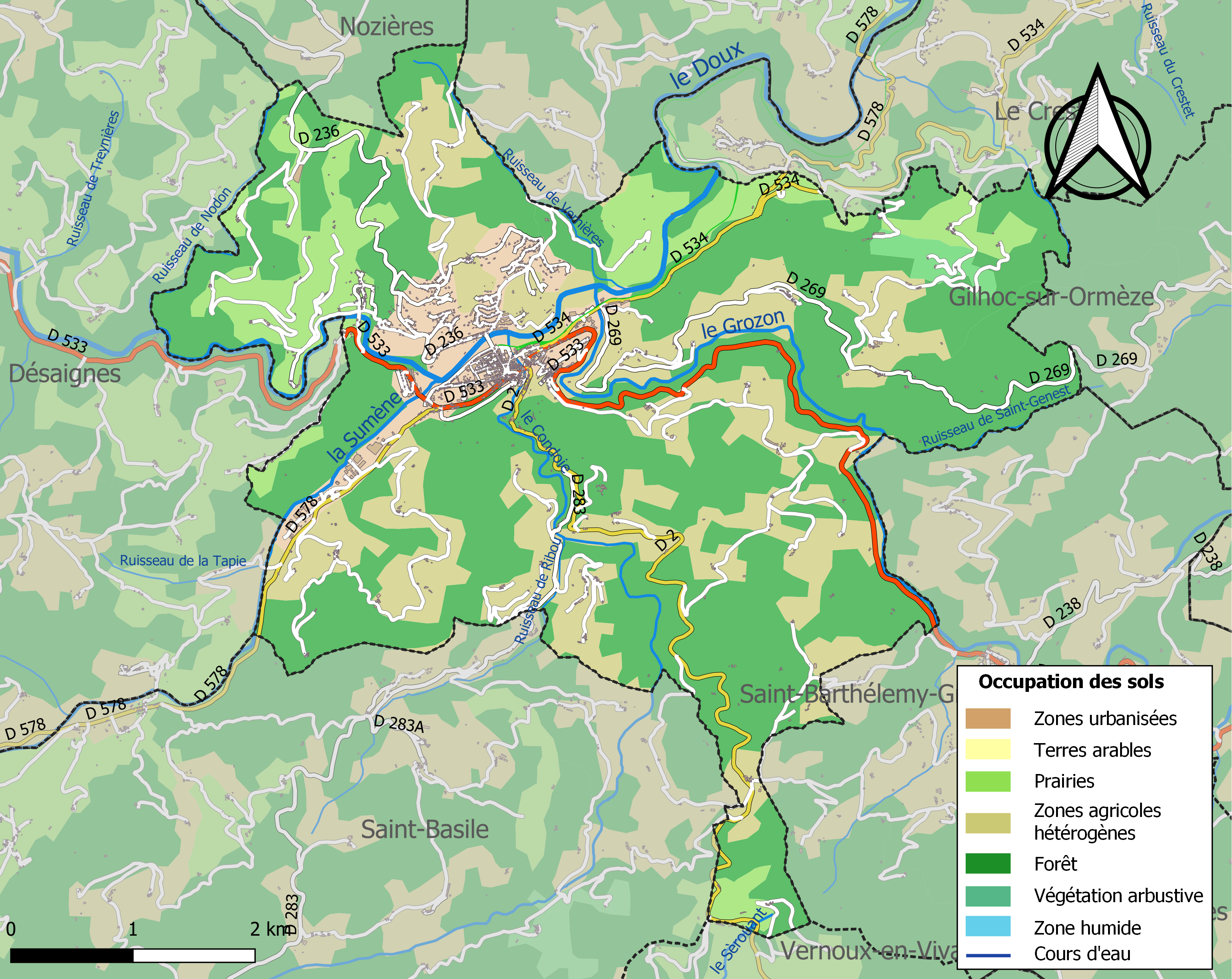
拉马斯特尔土地利用情况地图

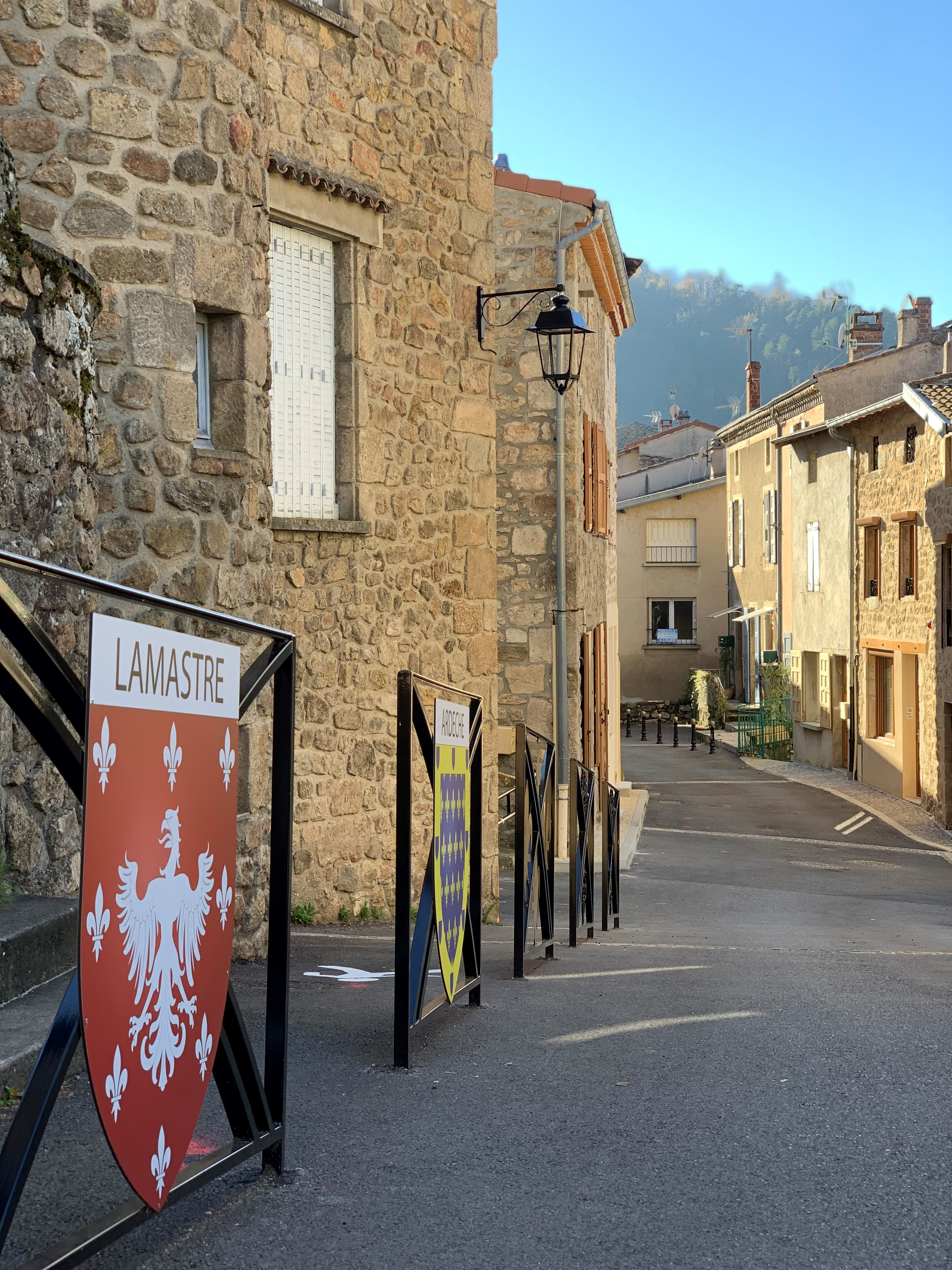
马什维尔街

### 教育
拉马斯特尔属于格勒诺布尔学区。截至2023年1月1日，拉马斯特尔境内共有1所幼儿园、3所小学和3所初级中学。2022至2023学年度，拉马斯特尔境内共有在校中等教育阶段学生301名。

### 医疗
截至2023年1月1日，拉马斯特尔境内共有全科医生5名、保健师3名、牙医4名和护士9名。境内共有药房1家、养老院1家。
拉马斯特尔中心医院，全名为“拉马斯特尔埃利泽·沙拉中心医院”（Centre Hospitalier de Lamastre），是法国的一个区域性医疗机构，其主病区医院位于拉马斯特尔市区，该院设有床位193个。

### 住房
2021年，拉马斯特尔境内共有各类住房1,568套，其中66.7%为独立式住宅，33.1%为集中式住宅。常住房屋占拉马斯特尔市镇范围内居民建筑总量的74.5%。
在住房保障政策方面，2023年，拉马斯特尔境内共有410户家庭获得了家庭津贴补助，受益人数占总人口数量的17.5%，其中230份为房租补助。

### 商业
2021年，拉马斯特尔境内共有各类实体商铺90家，其中餐厅9家、大型超市2家、杂货店2家、面包房5家、肉铺4家、书店3家、银行门店2家、美容美发店5家、汽车维修店9家。拉马斯特尔镇中心建有一家Intermarché超市，市区西南部则有一家Super U超市。

### 体育
2023年，拉马斯特尔境内共有1间体育馆、1座综合体育场、3处足球或橄榄球场以及2处篮球或排球场。
截至2024年11月，杜河河谷体育协会（Association Sportive Vallée du Doux，编号546494）是拉马斯特尔境内唯一的一家注册足球俱乐部，其主队2024至2025赛季参加阿尔代什省足球联赛丙组（法国第十一级别），其主场为马克·韦迪耶球场（Stade Marc Verdier）。

### 环境
拉马斯特尔的环境事务由其所属的拉马斯特尔地区市镇公共社区联合各级政府协调负责。2021年，拉马斯特尔境内暂无污染企业。

### 治安
2021年，拉马斯特尔市镇范围内有1处宪兵队。
2023年，拉马斯特尔市镇范围内累计记录各类案件43起，其中盗窃类案件13起，人身侵犯类案件10起，毒品交易类案件2起。

## 文化
2023年，拉马斯特尔境内有1家电影院。拉马斯特尔境内建有图书馆（Bibliothèque），每周二至六向公众开放。

### 建筑
拉马斯特尔境内有多处历史建筑，其中马什维尔圣多姆南教堂（Église Saint-Domnin de Macheville）是当地的一处地标性建筑物。

### 旅游
拉马斯特尔的旅游事务由其所属的拉马斯特尔地区市镇公共社区联合各级政府协调负责。2024年，拉马斯特尔境内共有1家酒店共计13间房间；另有1个露营地，可容纳共127辆露营车。

### 媒体
法国主要的媒体均可在拉马斯特尔接收，法国电视三台下属的奥弗涅-罗讷-阿尔卑斯大区频道在部分时段播出拉马斯特尔所在阿尔代什省的地方新闻。《阿尔代什周报》、蓝色法兰西德龙-阿尔代什广播等是当地主要的地方性媒体。

## 相关人物
法国历史学家夏尔·塞尼奥博斯出生于拉马斯特尔。

## 友好城市
截至2024年11月，拉马斯特尔暂未建立任何友好城市关系。